# Coupe d'Angleterre de football 1967-1968
Navigation
Coupe d'Angleterre 1966-1967 Coupe d'Angleterre 1968-1969
La Coupe d'Angleterre de football 1967-1968 est la 87e édition de la Coupe d'Angleterre de football. 
West Bromwich Albion remporte sa cinquième Coupe d'Angleterre de football au détriment d'Everton FC sur le score de 1-0, au bout d'une finale jouée dans l'enceinte du stade de Wembley à Londres.

## Quarts de finale
| #      | Équipe 1             | Résultat | Équipe 2             | Date          |
| ------ | -------------------- | -------- | -------------------- | ------------- |
| 1      | Leicester City       | 1–3      | Everton FC           | 30 mars 1968  |
| 2      | West Bromwich Albion | 0–0      | Liverpool FC         | 30 mars 1968  |
| 3      | Leeds United         | 1–0      | Sheffield United     | 30 mars 1968  |
| 4      | Birmingham City      | 1–0      | Chelsea FC           | 30 mars 1968  |
| Replay | Liverpool FC         | 1–1      | West Bromwich Albion | 8 avril 1968  |
| Replay | West Bromwich Albion | 2–1      | Liverpool FC         | 18 avril 1968 |

## Demi-finales
| 27 avril 1968 | West Bromwich Albion | 2–0 | Birmingham City | Villa Park, Birmingham |
| 15:00         |                      |     |                 |                        |

| 27 mars 1965 | Everton FC | 2–1 | Leeds United | Old Trafford, Manchester |
| 15:00        |            |     |              |                          |

## Finale
| 18 mai 1968 | West Bromwich Albion | 2 – 1 | Everton FC | Stade de Wembley, Londres |
|             |                      |       |            | Spectateurs : 100 000     |
|             | Rapport              |       |            |                           |

- West Bromwich Albion remporte sa cinquième Coupe d'Angleterre[1].